# Quod licet Iovi, non licet bovi

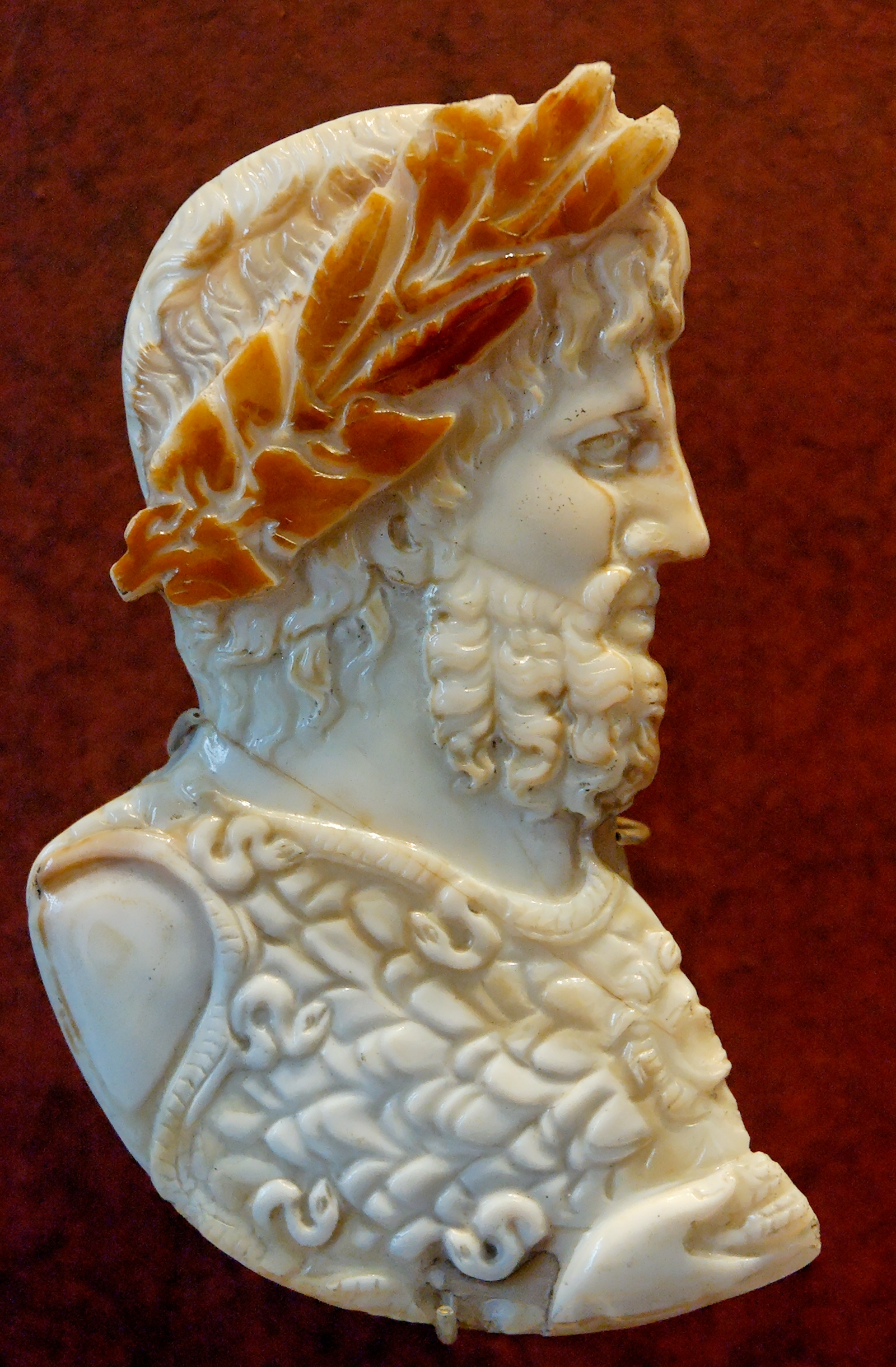
Camafeu de Júpiter.

Quod licet Iovi, non licet bovi és una frase en llatí utilitzada a l'antiga Roma, literalment en català 'Allò que està permès a Júpiter no està permès a les vaques'. El locus classicus (origen) de la frase és la novel·la Escenes de la vida d'un quasi res (1826) de Joseph Freiherr von Eichendorff, encara que no està del tot clar que l'autor hagi encunyat la frase. A l'obra El turmentador de si mateix, Terenci, un dramaturg de la República Romana, va encunyar una frase semblant, Aliis si licet, tibi non licet ('als altres està permès; a tu no està permès').
La frase sovint es tradueix com «els déus poden fer el que el bestiar no». Indica l'existència d'una doble moral (justificable o no) i significa essencialment «el que està permès a una persona o grup important, no està permès a tothom».